# Der Augenzeuge (1981)

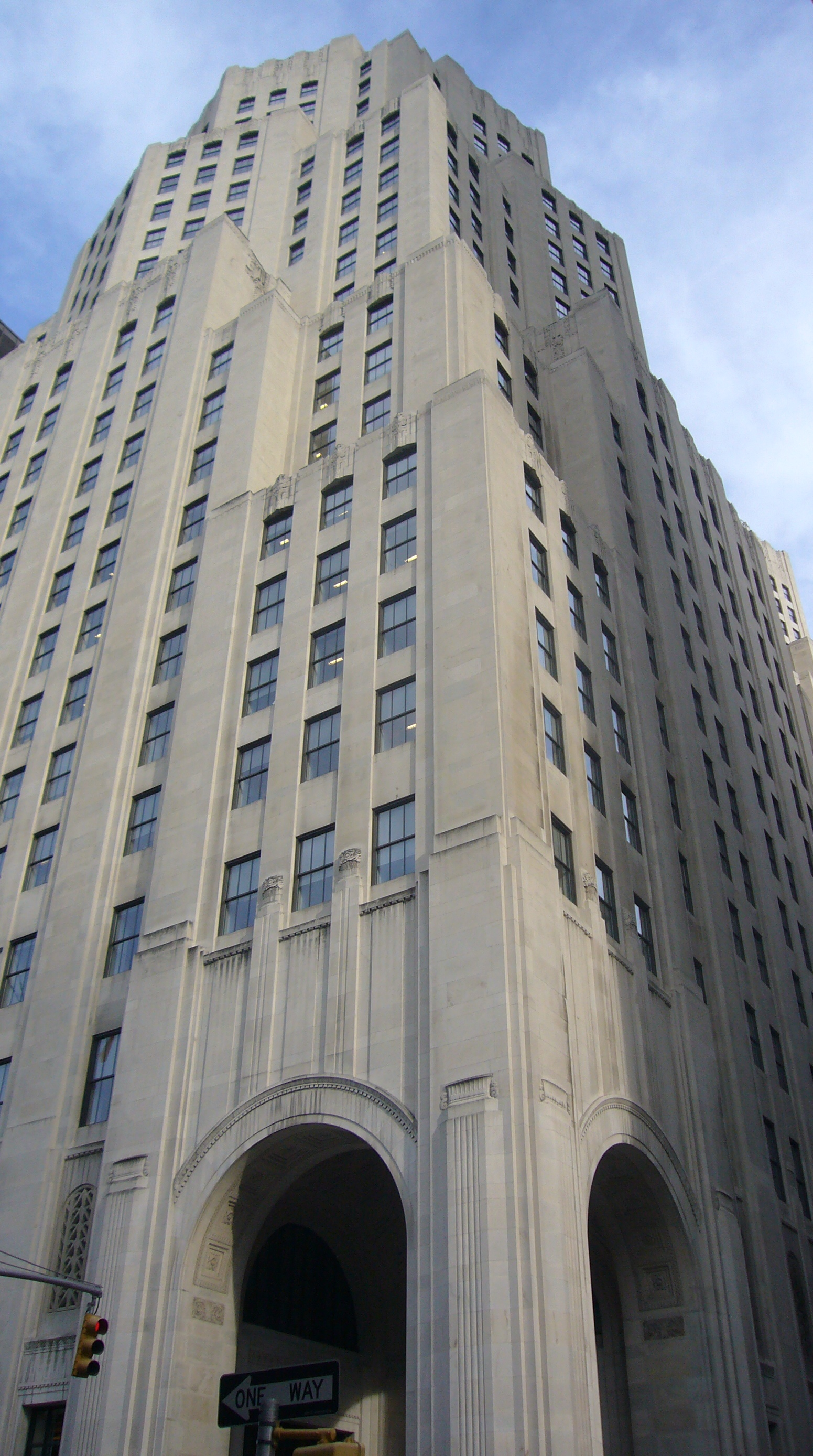
Das Metropolitan Life North Building in New York City ist Ausgangspunkt der Handlung.

Der Augenzeuge (Originaltitel Eyewitness, im Vereinigten Königreich als The Janitor veröffentlicht) ist ein Thriller aus dem Jahr 1981. Regisseur und Produzent war Peter Yates, das Drehbuch stammt von Steve Tesich. Die Hauptrollen übernahmen William Hurt, Sigourney Weaver, Christopher Plummer und James Woods. Die Geschichte bringt eine Nachrichtenreporterin und einen Hausmeister zusammen, die sich durch einen Mordfall kennenlernen und als vermeintliche Zeugen in Lebensgefahr geraten.

## Handlung
Der New Yorker Hausmeister Daryll Deever findet am Ende seiner Schicht in einem der Büros des Gebäudes einen ermordeten vietnamesischen Geschäftsmann. Dieser wurde krimineller Verbindungen verdächtigt. Als Deever nach der Vernehmung durch die Polizei das Gebäude verlässt, bemerkt er unter den Journalisten, die dort auf Neuigkeiten hoffen, die Fernsehnachrichtenreporterin Tony Sokolow. Da er ein begeisterter Fan von ihr ist, ergreift er die Chance und spricht sie an. Um ihr Interesse zu wecken, deutet er an,  mehr über den Mord zu wissen.
Sie verfolgt ihn, um Informationen zu erhalten, was Daryll zulässt. Ein Katz-und-Maus-Spiel entspinnt sich. Dies überzeugt den echten Killer, dass Daryll wirkliche Informationen über den Mörder hätte, und so geraten Daryll und Tony in Lebensgefahr.

## Hintergrund
Der Film wurde in New York City gedreht. Der Protagonist ist Hausmeister im Metropolitan Life North Building. Auch der mehrgeschossige Pferdestall, in dem der Showdown gedreht wurde, befindet sich in der Millionenmetropole. Er gehörte von 1927 bis 2007 zu einer Reitschule, The Claremont Riding Academy. Keller, Erdgeschoss und Obergeschoss sind durch Rampen verbunden. Die Dreharbeiten für die Reitszene, in der sich Daryll und Tony näher kommen, fanden im Central Park statt.
In den Vereinigten Staaten und Kanada nahm der Film 6,4 Mio. US-Dollar an den Kinokassen ein.

## Kritik
„Ein technisch brillant inszenierter, kühler Actionfilm, der in seiner Machart gelegentlich an Hitchcock erinnert.“